# Gioia Sannitica
Gioia Sannitica è un comune italiano di 3 213 abitanti della provincia di Caserta in Campania, caratterizzato dalla suddivisione in più borghi sparsi. Infatti, oltre all'agglomerato di Gioia Centro, vi sono le frazioni di: Caselle, Curti, Criscia, Calvisi, Carattano, Auduni, Madonna del Bagno.
Gran parte del territorio comunale è compreso nella diocesi di Cerreto Sannita-Telese-Sant'Agata de' Goti mentre le frazioni Calvisi, Carattano e Madonna del Bagno sono incluse nella circoscrizione ecclesiastica di Alife-Caiazzo.

## Geografia fisica
Gioia Sannitica è sormontata dal Monte Monaco di Gioia (alto 1337 metri) e dal Monte Erbano (alto 1385 metri), entrambi facenti parte della catena montuosa del Matese. Il paese è situato sul confine tra le province di Benevento e Caserta, anticamente sul limite tra i distretti delle città sannitiche e poi romani di Allifae e Telesia. Il territorio comunale è attraversato dal principale torrente, da nord verso sud, Adventus dove sfocia nel principale fiume dell'Italia meridionale, il Volturno, al quale anch'esso attraversa il territorio nella parte meridionale.
In passato era chiamata Terra Jani, la terra del dio Giano.

## Storia
Secondo una leggenda l'origine di Gioia sarebbe legata a un tempio eretto in queste zone in onore del dio Giano ai tempi delle guerre sannitiche. Tale narrazione, priva di riscontri documentali e archeologici, è però riprodotta nello stemma comunale dove, fra una quercia e un cipresso, è presente un'ara (altare) avente nella parte inferiore le iniziali "A" e "J", interpretate come "Ara Jani" (Altare di Giano), ma una recente ricerca ha ipotizzato che le lettere A e J stiano invece a significare Arx Joha a suggellare il luogo per eccellenza di nascita di Gioia.

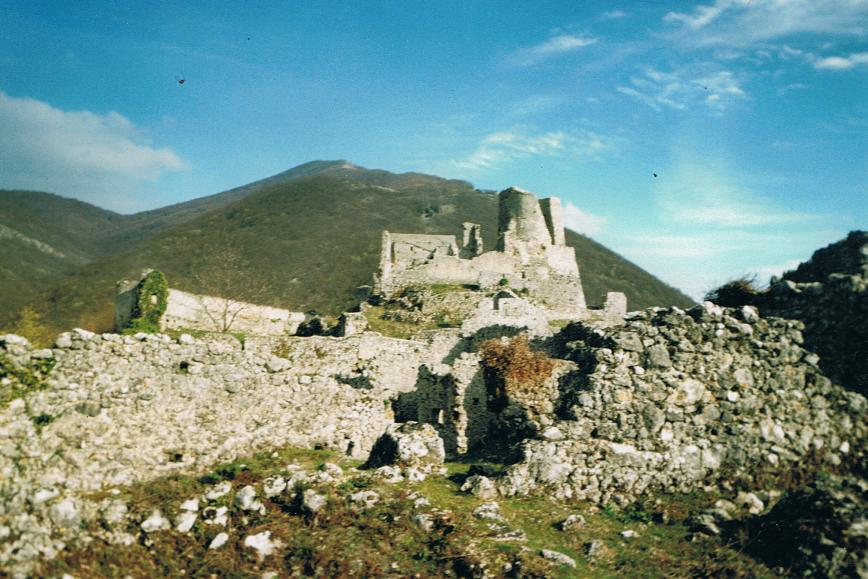
Il castello di Gioia Sannitica.

Gioia viene citata per la prima volta nel Catalogus Baronum del XII secolo, al tempo è infeudata insieme a Compostella al Conte di Caserta Roberto di Lauro, il quale affida il territorio ad un suo Comes, tale Guntardo. 
Gioia è tassata per due militi, Compostella per uno e da ciò si desume che orientativamente Gioia avesse circa 120 abitanti, Compostella 60 e Guntardo amministrava dunque una popolazione complessiva di 180 persone a cui si dovevano aggiungere i familiari dei militi.
È presumibile che alla morte di Roberto nel 1183, il feudo passi al figlio Guglielmo che diviene II Conte di Caserta. A questi succede nel 1199 Roberto, III
Conte di Caserta, e nel 1216 gli succede Tommaso, IV Conte di Caserta detto anche “Tommaso il vecchio” il quale sposa Siffridina (o anche Suffridina) Borello, Signora di Melizzano e Strangolagallo Tommaso Di Lauro entra in contrasto con Federico II° e viene arrestato nel 1223 e costretto all'esilio nel 1224 e la Contea di Caserta è di fatto sospesa fino al 1231.
Nel 1229 risulta feudatario di Gioia Tommaso de Rocca Conte di Molise; presumibilmente gli viene affidato il feudo di Gioia dopo l'esilio di Tommaso il Vecchio; dalle pergamene di Santa Cristina del monastero di Santa Croce a Sepino, risulta: “Tommaso de Rocca signore del Castrum di Gioia e di altre terra concede e conferma a Roberto priore del monastero di Santa Croce di Sepino una terra con ulivi ed alberi”. Ma Tommaso De Rocca dopo qualche tempo entra prepotentemente in contrasto con Federico II, il quale a seguito della ribellione armata di questi lo affronta e dopo averlo sconfitto ne assimila i beni e li gestisce attraverso il Giustiziere di Terra di Lavoro e Molise.
Nel 1231 con la riforma Federiciana inerente alla costruzione e la manutenzione dei castelli del Regno, Gioia risulta amministrata dal giustiziere di Terra di Lavoro e del Molise e secondo la riforma la popolazione deve provvedere alla manutenzione del castello di Caiazzo insieme alle popolazioni delle Baronie di Ruviano, Campagnano, Guardia Sanframondi, Dragoni ed i casali del monastero di San Salvatore di Telese.
Nello stesso anno (1231) Federico II restituisce la Contea di Caserta ed i suoi feudi (con la Baronia di Gioia), a Riccardo Di Lauro figlio di Tommaso il Vecchio (deceduto nel 1227), sotto la tutela di sua madre Siffridina poiché Riccardo è ancora minore. Il conte Riccardo, cresciuto alla corte dello stesso imperatore, ne sposa la figlia Violante che Federico aveva avuto dal matrimonio con Bianca Lancia.
Le nozze tra Riccardo conte di Caserta e Violante, figlia dell’imperatore Federico II, avvengono presso Castel del Monte nel 1246. Nello stesso anno avviene la congiura di Capaccio con la quale il partito del papa tenta di eliminare Federico II, che si salva grazie all'intervento decisivo del conte di Caserta. Quando nel 1267 Riccardo muore, la contea di Caserta con i suoi feudi compresa la Baronia di Gioia passa al figlio, Corrado detto Corradello, sotto la tutela della nonna Siffridina.
Con la venuta dei d’Angiò nel Regno di Napoli, Siffridina, spinge il nipote ad unirsi a Corradino di Svevia che è suo cugino, ma con la sconfitta di Corradino la situazione precipita. Nell'ottobre del 1268 Corradello e Siffridina vengono condotti a Napoli, alla corte regia da Guillaume l'Estendard per essere giudicati. La sentenza priva Corradello di tutti i suoi beni e feudi infliggendo ad ambedue il carcere a vita.
Nello stesso 1268 dalla "cedola sui fuochi" per il calcolo delle aliquote da applicare ai balzelli, redatte in seguito al controllo voluto da Carlo I d'Angiò, per Gioia risultano 28 fuochi (ovvero 28 capifamiglia, 200 abitanti circa) tassati per 7 once, questa recita:
Dopo l’arresto e la condanna al carcere a vita di Corradello e Siffridina, parte dei beni vengono distribuiti a vario titolo, e presumibilmente dallo stesso 1268 il feudo di Gioia passa nelle mani di Giovanni De Molisio.
Nei documenti della Cancelleria Angioina si trovano due menzioni risalenti al 1279 ed al 1280, che indicano Gioia in possesso di Giovanni de Molisio, detto anche Giovanni di Gioia e di suo figlio Francesco, i quali richiedono il vassallaggio degli uomini di Gioia in Terra di Lavoro:
Il 27 giugno 1280 dai documenti della Cancelleria Angioina è presente un documento redatto a San Germano, l’antica Cassino nel quale sono elencate tutte le terre tassate quell'anno per pagare le milizie. Nell’elenco è anche la terra di Gioia:
Un documento che le fonti citano nella cancelleria angioina, registrato il 9 settembre 1283, dice che Giovanni De Molisio ha dato in moglie sua figlia Costanza a Corrado di Strangolagallo, Conte di Caserta, nipote di Siffridina, Signora di Melizzano e Strangolagallo. Qualche tempo Siffridina concede in moglie la figlia Beatrice a Francesco figlio di Giovanni di Molisio. Di fatto le fonti bibliografiche, anche se in modo confuso e non certo, citano l'esistenza di almeno due figlie di Siffridina (senza riferirne i nomi). Ma ciò torna utile poiché dimostra che il feudo di Gioia passa realmente nelle mani di Giovanni De Molisio, nel momento della perdita dei feudi da parte di Corradello e Siffridina. L'esistenza e la testimonianza di vincoli matrimoniali resta incerta, non solo per il dubbio sull'esistenza di figlie di Siffridina ma anche perché per Corradello risulta un unico matrimonio ovvero quello con Caterina di Gebbennes, detta anche Caterina di Ginevra, la quale trascorre oltre un trentennio in prigionia con il marito prima a Canosa poi a Castel del Monte dove muore nel 1305. Ma infine, ed è la cosa più importante dalle fonti, si comprende che in qualche modo vi è un passaggio di beni ai De Molisio. Il documento citato dice:
(Reg. 127, f. 151)
A cui fa seguito:
(Reg. 127, f. 151)
Nel 1293 sempre dai registri angioini risulta che Il Giustiziere di Terra di Lavoro, Bartolomeo de Capua concede il castro di Gioia e Marafi a Giovanni Landolfi a seguito della morte di Giovanni De Franco, deceduto senza eredi; dunque il castro di Gioia dopo il 1283 è nelle mani di tale Giovanni De Franco e dal 1293 passa a Giovanni Landolfi, il documento così cita: 
(Reg. 60, f. 3)
Nel 1304 Bartolomeo de Capua compra il castro di Vairano da Benedetto Caetano Conte Palatino e nel 1305 compra da Giovanni Landolfi il castro di Gioia, unendolo così al feudo di Vairano.
Bartolomeo de Capua alla morte prematura del figlio Andrea, che nel 1310 aveva sposato Jeann L'Estendart, nomina suo usufruttuario il nipote Giovanni.
Questi sposa Clarella di Brusson, figlia di Riccardo di Brusson, Conte di Satriano. Ma Giovanni muore il 4 Ottobre 1335, lasciando Clarella con in grembo la figlia Angela (Angelella). Costei diverrà alla maggiore età Contessa di Satriano, di Vairano di Gioia e di altre terre. Sposa Nicola de Yels e dall'unione nasce Orsolina.
Orsolina sposa in prime nozze Berardo II d'Aquino Consignore di Albeto, San Donato, Campoli e Settefrati. Berardo muore nel 1374, e Orsolina convola in seconde nozze con Ludovico di Gianvilla signore di Maralfi, Giustiziere di Calabria.
Questa diviene feudataria di Gioia nel 1381 alla morte della madre come si evince da un documento:
Il 10 aprile 1392 alla morte di Orsolina, suo figlio Iacopo I d'Aquino è investito del titolo comitale divenendo così il nuovo feudatario di Gioia: Signore di Gifuni, Cortegiano, Vairano, Presenzano, Gioia e Alvignano. Signore di San Donato, Albeto, Campoli e Settefrati.
Nel 1404 il feudo di Gioia viene comprato dal Barone Francesco Moccia del sedile del nido a Napoli, Famigliare Domestico di Ladislao d’Angiò-Durazzo e di Giovanna II confermato quale feudatario di Gioia in Terra di Lavoro ancora il 30 settembre 1413. Francesco non ha eredi e presumibilmente resta signore di Gioia fino alla morte della Regina Giovanna nel 1435.
Con la morte della Regina Giovanna, sale al potere Alfonso D’Aragona il quale dona ampi possedimenti a quei nobili che lo avevano appoggiato. Tra questi Antonio Marzano, Duca di Sessa, che Alfonso D’Aragona arricchisce di terre, titoli e castelli confermandogli il dominio della città di Sessa, il titolo di Duca di Teano, Conte di Alife, Sant'Angelo-Raviscanina, Dragoni e di altre 22 città e terre, nonché di tutti i beni che possedeva per successione paterna e quelli di Goffredo suo zio, Conte di Alife. I Marzano restano presumibilmente signori di Gioia fino al 1459. Con la ribellione a Ferdinando I, figlio di Alfonso D’Aragona, i Marzano cadono in disgrazia; Ferdinando spoglia i Marzano di tutti i loro domini, concedendo ad Onorato II Gaetani Alife, Dragoni, Sant'Angelo-Raviscanina, Telese, Crispano, Giugliano, Dragonara, S. Giorgio, Morcone, S. Marco dei Cavoti, ed altre terre, presumibilmente tra le altre terre vi è anche Gioia. Onorato fu assai benvoluto dal re Ferdinando, il quale in segno di tale benevolenza gli accordò la facoltà di assumere il suffisso di Aragona e di inquartare nel proprio stemma l’arma Aragonese.
Tra i cavalieri che il re Alfonso condusse in Italia, uno dei più favoriti fu Pasquale Diaz Garlon. Lo ebbe come suo intimo consigliere, ed alla morte lo
raccomanda a Ferdinando suo figlio, il quale nel 1482 gli dona i contadi di Alife, Sant'Angelo-Raviscanina, Dragoni e cinque altre terre.
Nel sommovimento politico che caratterizzarono gli scontri tra angioini e aragonesi che si conclusero con la vittoria spagnola nel 1503, diviene viceré
Consalvo de Cordova che acquisisce il titolo di Duca di Sessa.
Nel 1503 Gioia diviene feudo dello spagnolo Consalvo de Cordova Gran Capitano del Regno, Duca di Sessa e primo Viceré del Regno di Napoli.
Nel 1515, alla morte di Consalvo il feudo di Gioia passa alla figlia Elvira.
Nel 1524 alla morte di Elvira il feudo passa a Fernando de Cordoba conte di Cabra marito di Elvira (oltre ad esserne il cugino) ambasciatore a Roma di Carlo V.
Fernando muore nel 1526 senza eredi e il feudo di Gioia è così concesso a Giovanni Nicola Gaetani.
Nel 1531 un documento redatto in spagnolo conservato presso l'Archivio generale di Simancas (Valladolid) dichiara che il feudo di Gioia è tenuto in
concessione dal Barone Giovanni Nicola Gaetani detto don Cola, secondogenito di Onorato Gaetani d’Aragona, feudo ottenuto dopo la morte del “Capitano Miranda”.
Giovanni viene privato del feudo nel 1530 e giustiziato in piazza Mercato a Napoli, colpevole di aver appoggiato l’invasione francese guidata del conte di Lautrec. La moglie Ilaria della Marra continua a riscuotere la rendita anche dopo la morte del marito Giovanni. Il castello viene descritto disabitato e tutti i vassalli sono nei casali dei dintorni e usano la struttura solo in caso di emergenza bellica. Dunque negli anni seguenti la morte di Don Giovanni Gaetani la popolazione si era spostata nel nuovo casale, l'attuale Gioia, dove era in costruzione la nuova dimora del Barone.
Il testo non specifica chi siano il Capitano Miranda ed il Principe Bonbardon ma dai dati si può presumere che il primo sia Fernando de Cordoba ed il secondo
Carlo V d'Asburgo.
Secondo resoconti senza fonti pare che nel 1532, Carlo V concede il feudo ad un cavaliere spagnolo, tale Ugone Villaluno con diritto di alienazione, per i meriti riportati alla battaglia di Pavia. Nel 1534 Villaluno vende il feudo a tale Gabriele
Barone.
È maggiormente presumibile che il castro alla morte di Giovanni Gaetani sia stato assorbito dalla casata Diaz Garlon che dal 1482 sono signori di Alife.
Le fonti invece citano che nel 1562 Violante delle Castelle, moglie di un nobile napoletano di cognome Barone, acquista all'asta dal tribunale di Napoli, Alife e Gioia per la somma di 21 500 ducati, in seguito ad una controversia fallimentare relativa alla famiglia Diaz Garlon la quale non riesce a ripianare un debito contratto molto elevato. È questa citazione che porta a pensare che in alcuni periodi Gioia sia stata parte dei feudi della città di Alife e spesso usata come merce di donazioni in momenti particolari.
Nel 1584 il figlio Fabio Barone eredita dalla madre il feudo di Gioia. Questi muore senza eredi il 7 Gennaio del 1609, Alife, Gioia, Pianoliscio, Compostella ricadono al fratello Giulio.
Il 20 Giugno 1620 Giulio Barone vende Alife e Gioia ad Alfonso Gaetani d'Aragona I Duca di Laurenzana, suffisso acquisito dal matrimonio con Giulia 
Ruggiero di Laurenzana, così la Baronia di Gioia torna in possesso della famiglia Gaetani con la dicitura Gioia di Laurenzana.
Ad Alfonso succede Francesco, II° Duca di Laurenzana, nato nel 1588, muore nel dicembre del 1624 e gli succede così il fratello Alfonso, III° Duca di Laurenzana, Conte di Alife, Principe d'Altamura, Signore di Piedimonte, Signore di Gioia e Dragoni dal 1625 (istituisce un fidecommesso sulle sue terre), il 21-5-1643 permuta il feudo di Laurenzana con quello di Gioia mantenendo il titolo ducale.
Ad Alfonso succede il figlio Francesco IV Duca di Laurenzana, Principe d’Altamura, Conte di Alife, Signore di Piedimonte dal 1644, questi compra le terre di Ciorlano, Fossaceca, Capriati e Santa Maria dell’Oliveto nel 1651, ampliando così i feudi e le baronie in possesso alla famiglia. Ma questi muore nel 1653 all’età di 20 anni, senza eredi. Di conseguenza è Antonio il fratello minore più giovane di 5 anni che eredita al raggiungimento della maggiore età il titolo di V Duca di Laurenzana, Principe d’Altamura, Conte di Alife, Signore di Piedimonte, Signore di Gioia, Dragoni, Santa Maria dell’Oliveto, Fossaceca, Capriata e Ciorlano dal 1653, e dal 1678 Signore di Alvignano. Muore nel 1710 e gli succede il figlio Nicola quale VI Duca di Laurenzana, Conte di Alife, Signore di Piedimonte dal 1710; vende Altamura nel 1715 e ottiene il privilegio di appoggiare il titolo principesco sul feudo di Piedimonte divenendo così I Principe di Piedimonte il 2-9-1715, Grande di Spagna di prima classe dal 9 novembre 1725, Signore di Gioia, Alvignano, Dragoni, Santa Maria dell’Oliveto, Fossaceca, Capriata e Ciorlano; Gentiluomo di Camera del Re di Napoli e Sicilia, Capitano d’arme nel 1706, Maresciallo di Campo nel 1707. Per una serie di morti premature dei primi due figli, gli succede il nipote Giuseppe Antonio VII Duca di Laurenzana, II Principe di Piedimonte, Conte di Alife, Signore di Gioia, Alvignano, Santa Maria dell’Oliveto, Fossaceca, Capriata e Ciorlano dal 1741.
A Giuseppe succede Onorato il quale diviene l’VIII Duca di Laurenzana, III Principe di Piedimonte, Conte di Alife, Signore di Gioia, Alvignano, Santa Maria dell'Oliveto, Fossaceca, Capriata e Ciorlano. Con l’eversione della feudalità nel 1806 di fatto Onorato perde i diritti sulla Baronia di Gioia, la quale per quasi 180 anni era stata in possesso della sua famiglia. La Baronia, divenuta Comune conserverà il suffisso Laurenzana fino all'unità d’Italia quando infine sarà rinominata Gioia Sannitica.
Nel 1816 viene costruita la strada Piedimonte di Alife-Gioia sfruttando in parte vecchi tracciati campestri.
Al 1857 risale l'edificazione della strada Piedimonte Matese-Telese Terme, costruita in parte sul tracciato del 1816. La strada ha favorito lo sviluppo della contrada Taverna (o "quartiere nuovo") nella quale nel 1879 è stata trasferita la sede municipale Nel 1928 infine si conclude la secolare causa relativa a Carattano, che infine viene inserito nel territorio di Gioia Sannitica.
Dal 1927 al 1945 appartenne alla provincia di Benevento, a seguito della temporanea soppressione della provincia di Caserta in epoca fascista.

### Simboli
Nello stemma comunale, su campo d'argento, sono presenti le lettere maiuscole A e J intrecciate di azzurro, accostate da una quercia e un cipresso nodriti su una campagna di rosso. Il gonfalone è un drappo di azzurro.

## Monumenti e luoghi d'interesse

### Architetture religiose
Particolare importanza nel comune ha il culto di San Michele Arcangelo che originariamente era venerato nella grotta a lui intitolata, presso la frazione Curti, a 450 metri di altitudine. Secondo la tradizione l'Arcangelo, ai tempi di papa Gelasio I (492-496) vi apparve ai fedeli. Questo antico luogo di culto conserva ancora tracce di affreschi ed è raggiungibile dopo una decina di minuti di cammino da Curti. A Gioia Centro, e più precisamente nella chiesa Madre di San Felice (1525, rimaneggiata successivamente), è conservata la statua lignea che viene portata in processione nel mese di settembre. Poco distante è la chiesa dei Santissimi Pietro e Paolo, dotata di una bella pala d'altare raffigurante i due Santi con la Madonna e il Bambino. Quest'ultima ha perso il titolo di parrocchia nel 1758. Molto piccola è la chiesa di San Rocco, nella quale è custodita una scultura venerata il 16 agosto.
In località Madonna del Bagno c'è l'omonimo santuario risalente al XVIII secolo, su un precedente edificio del XIII secolo. La leggenda narra che nelle sue vicinanze, da un pozzo ancora oggi esistente, sgorgava acqua miracolosa. Scavandovi alcuni uomini trovarono una effigie della Madonna e decisero di edificare il santuario.
A Calvisi è situata la chiesa parrocchiale di Santa Maria del Carmine, edificata sul finire del 1500 da Alfonso Troiano. Dal 1967 è stata dichiarata "santuario diocesano" perché in essa sono conservate le reliquie di San Liberato, definito medico e martire africano, ma "le reliquie furono prese indubbiamente a Roma, in qualche catacomba, e non è facile arrivare all'identificazione con quelle di San Liberato", quindi si può dedurre che è un corpo santo.
La chiesa di Auduni è dedicata a Sant'Antonio da Padova; conserva alcuni affreschi raffiguranti scene bibliche ed evangeliche, e una bella statua della Madonna Addolorata. Originariamente il luogo sacro era dedicato a San Vincenzo e solo sul finire del 1600 ha assunto l'attuale denominazione.
Carattano possiede la chiesa della Madonna della Libera, piccola architettura religiosa avente nella volta degli affreschi ottocenteschi. Vi è anche una chiesa moderna inaugurata nel 1989 e dedicata alla Madonna degli Angeli.
A Criscia c'è la chiesa della Santissima Trinità, dall'aspetto molto semplice. Il vescovo di Cerreto Sannita Giovanni Battista de Bellis nel 1685 scrisse che era stata fondata alcuni anni prima grazie alla devozione e all'impegno degli abitanti del borgo.
Caselle è servita dalla chiesa del Santissimo Salvatore che custodisce una bella statua della Madonna delle Grazie, venerata nella quarta domenica del mese di luglio per ricordare la liberazione dall'occupazione tedesca durante la seconda guerra mondiale.

### Architetture militari
Presso la frazione Caselle si possono ammirare i cospicui resti del castello medievale.

## Società

### Evoluzione demografica
Abitanti censiti

## Geografia antropica

### Frazioni

#### Auduni
È un centro urbano distante appena 3 km da Gioia. L'agglomerato si è sviluppato intorno alla chiesa di Sant'Antonio di Padova, in essa è custodita una statua del Santo, che viene venerata con profonda devozione dagli abitanti di questo piccolo centro la prima domenica di agosto.
Esisteva, un po' più a valle del vecchio cimitero, un antico paese detto “Casale”, che forse era il più grande tra le frazioni. Si sa che ivi esisteva anche un monastero di S. Nicola. Ma tanto il paese quanto il monastero, subirono le invasioni barbariche, ed ora non ve ne restano che ruderi. Vi è stato trovato un vaso con molte monete d'argento, una delle quali rappresentava l'effigie dell'imperatore Antonino Pio. Il nuovo villaggio, dopo la distruzione del precedente, fu denominato Auduni, nome che, secondo il Muratori, è un vocabolo normanno equivalente a “salvati”.
Nel 1853 per opera dell'arciprete fu ricostruita l'elegante chiesa di S.Antonio, con il suo corrispondente frontespizio, una cappella, detta di S. Vincenzo, sulla strada provinciale e nel 1859 fu costruita l'attuale fontana del paese: Fontana del Fico.

#### Calvisi
L'agglomerato urbano di Calvisi è situato a circa 6 chilometri dal centro di Gioia a 347 metri s.l.m. Già lo storico latino Tito Livio nel IV secolo a.C. parla della conquista da parte dei Romani dei centri abitati di Allifae (attuale Alife), Callifae e Rufrium. Però gli antichi storici per mancanza di conoscenza topografica, sono discordi tra loro e attribuendo a Callifae (nome con cui gli studiosi identificano l'attuale Calvisi) varie posizioni topografiche. Le poche testimonianze sulla frazione risalgono 2217 anni fa. Sottoterra ci sono molti pavimenti a mosaico che attualmente risultano ricoperti da campi coltivati, dove oggi è collocata la fontana detta “dei fiori”, questo ha fatto dedurre che a Callifae vi erano le terme.
Nel 500 fu edificata nel piccolo borgo una chiesa dedicata a santa Maria del Carmelo e successivamente nel 1687 furono traslate le reliquie del martire san Liberato. La chiesa che ospita le reliquie del Santo il 15 marzo 1967 fu dichiarata "Santuario di S. Liberato Medico e Martire" da mons. Raffaele Pellecchia, vescovo di Alife. Da menzionare anche il palazzo Fiondella che mostra una struttura architettonica di fine XVII sec. con particolari che si rifanno al medioevo (le quattro torrette angolari) e ancora qualche stanza conserva affreschi con riferimenti e scene tratte dalla Gerusalemme Liberata di Torquato Tasso'. A Calvisi è nato Giuseppe Fidanza, conosciuto dai fedeli come fra Umile, i suoi resti mortali riposano nella chiesa di Santa Maria del Carmine, ed è in corso la causa di beatificazione. Risulta, nell'epoca attorno al 1300, l'esistenza delle università di Carattano, Gioia e Piedimonte.
Nel centro del paese esiste un ufficio postale e vi era una scuola elementare.

#### Carattano
In un'ampia zona compresa fra i 200 e 250 m s.l.m., si sviluppa il villaggio di Carattano. Si parla per la prima volta di Carattano nella donazione del feudo fatta dal re Ruggero II al monastero di S. Salvatore in Telese ma non si conosce l'epoca della fondazione del piccolo abitato medievale, i cui edifici più antichi si riconoscono sulla collina che oggi ospita il cimitero e la cava. Qui si trova anche la piccola chiesa dedicata a Santa Maria della Libera, insieme a poche abitazioni. Il castello di Carattano costituì un feudo ecclesiastico donato nel 1134 da Ruggero D'Altavilla, Re di Sicilia e cognato del Conte di Alife, Rainulfo Drengot, all'abbazia di San Salvatore di Telese.
In antichi documenti del medioevo compare con il nome di Caraczanum e Caractanum. Il 23 settembre del 1304 fu visitata da re Carlo II. Nello stesso anno risulta essere tassata quale Universitas come si legge da un documento angioino.
"Fasciculus XXIX n. 7, olim arca F. fasciculus 84 n. 8. 1304, Septembris 23, Indictione III, Caroli II anno XX Caractani Baiulus et judices Pedemontis, ut exequantur mandatum regium denunciatum per litteras Bertrandi Artus Justitiarii Terre Laboris et comitatus Molisii, quae excibuntur, ingiuntum Universitatibus sigillatim recensitis, uy statim eligant taxatores et collectores ad distribuendam et exigentam generalem subventionem. Per Petrum judicis Landulfi Notarium Pedemontis prope Alifiam"
Nell'ottobre del 1343 la popolazione del castello si ribellò all'abate di San Salvatore, Vito, che accompagnato dai suoi ufficiali baronali tentò di far valere i propri diritti ecclesiastici. Fu scacciato a sassate. Da ciò si desume che era già in corso da tempo il conflitto tra l'autorità abbaziale e l'autonomia di Universitaria. Nel 1459 con gli scontri tra le truppe di Onorato Gaetani, feudatario di Alife e Marino Marzano feudatario di Sessa il castello fu saccheggiato e distrutto.
Il centro urbano di Carattano è di difficile identificazione in quanto numerose sono le abitazioni sparse.

#### Caselle
È un piccolo agglomerato urbano situato nelle vicinanze del castello normanno. Il centro si sviluppa intorno alla chiesa del Santissimo Salvatore, dove è custodita la Madonna delle Grazie.
Conserva ancora tale nome fin da quando esistevano gli abitanti nel vicino castello, che tenevano i loro animali nelle case di legno, dette “caselle” o piccole case. Con l'andare del tempo, poi, le poche caselle di legno furono mutate in case in muratura, ma senza mutarne il nome.

#### Criscia
È piccolo agglomerato urbano sviluppatosi intorno alla chiesa della S.S. Trinità. È caratterizzato da un piccolo nucleo di case e da un certo numero di abitazioni sparse. Negli ultimi anni vi è stato un certo sviluppo urbanistico da parte di emigranti, che rientrati nella loro patria, hanno costruito nuove abitazioni.

#### Curti
È un piccolo centro urbano raccolto intorno ad una chiesa, dedicata a Santa Maria del Carmine. È il centro originario del culto del santo patrono di Gioia Sannitica, che si celebra in una grotta a lui intitolata, contenente antichi affreschi pregiati. L'antica grotta di San Michele, ancora poco conosciuta, costituisce dei bei affreschi bizantini.

#### Madonna del Bagno
La chiesa della Madonna del Bagno è situata sulla sponda destra del torrente Arvento a circa m 170 s.l.m., ed è caratterizzata da case sparse.
Il santuario della Madonna del Bagno, sorge in una pianura dell'agro del comune di Gioia Sannitica. Per secoli pastori e contadini, si sono dedicati alle attività rurali. In origine il culto legato alla Madonna del Bagno si concentrò intorno ad una piccola Cappella con annesso eremo, la cui edificazione è fatta risalire al 1700 circa. Nel posto dove secondo la tradizione alcuni pastori del luogo rinvennero in un pozzo, tuttora presente nelle vicinanze della chiesa, una immagine della Madonna impressa su una mattonella, che è conservata attualmente in una artistica cornice di pietra, dietro l'altare. Il piccolo santuario è un tempio tranquillo, senza particolari pregi artistici, è a navata unica con volta di copertura a sesto ribassato, ornato da dipinti di immagini della Madonna nelle arcate centrali.
Nella frazione è presente anche una scuola materna ed elementare.

## Economia
La principale attività produttiva è l'agricoltura, in particolare la produzione di olio e di vino.
Nel territorio comunale è in funzione una centrale idroelettrica.

## Amministrazione
Sindaco: Giuseppe Gaetano (Lista civica uniAMO Gioia)

### Gemellaggi
- Deruta

## Sport
La città ha sola una squadra di calcio che, nell'anno 2012-2013 ha militato in terza categoria, la Virtus Gioiese. Dalla stagione 2013-2014 è stata promossa in seconda categoria. Il giorno 19 maggio 2019 la squadra vince il campionato di seconda categoria vincendo il playoff contro la Polisportiva Faicchio facendo 9 su 9 negli scontri diretti contro la Pofa. Nel campionato 2019-2020, dopo il blocco causato dal covid-19, viene promossa in promozione.
Dalla stagione 2022-2023 milita nel campionato di Eccellenza Molisana.